# Hylke van Slooten
Hylke Abe van Slooten (Westvoorne, 9 mei 1987 - Amsterdam, 12 november 2017) was een Nederlands hockeyer.

## Biografie
Van Slooten was een kleinzoon van Herman van Slooten (1913-1994), Fries bestuurder en winnaar in 1984 van de Zilveren Anjer. Hij begon als hockeyer bij Surbiton Hockey Club waar hij als aanvoerder van het Engelse onder 18-team op de Europese kampioenschappen in Polen een zilveren medaille won. Hij keerde daarna terug naar Nederland om te gaan hockeyen bij de HGC waar hij vier jaar in de hoofdklasse speelde met een tweede plaats in 2005 als beste resultaat. Daarna speelde hij drie jaar bij HC Klein Zwitserland in de overgangsklasse, keerde hierna weer een jaar terug in de hoofdklasse bij HGC, en als laatste bij Schaerweijde in de hoofdklasse waarmee hij in 2016 degradeerde.
In april 2017 werd bij hem een ernstige ziekte geconstateerd waaraan hij op 12 november 2017 op 30-jarige leeftijd overleed.